# جامعة حلوان الأهلية
جامعة حلوان الأهلية هي جامعة أهلية غير هادفة للربح وتهتم بالتميز في التعليم والبحث العلمي وتدعمها الدولة وتوجد في مدينة حلوان، مصر.

## النشأة
في 24 سبتمبر 2019، قامت جامعة حلوان بالإعداد بإنشاء جامعة حلوان الأهلية، وقامت وزارة التعليم العالى باتخاذ كافة الإجراءات المطلوبة ووافق مجلس جامعة حلوان على إنشاء الجامعات الأهلية.
في 20 فبراير 2021، وضع وزير التعليم العالى حجر الأساس لإنشاء جامعة حلوان الأهلية، بعد فترة تجاوزت 45 عاما عندما وضع حجر الأساس للجامعة الأم وهى جامعة حلوان.
في 11 فبراير 2021، ترأس الدكتور ماجد نجم رئيس جامعة حلوان، الاجتماع التنفيذى لإنشاء جامعة حلوان الأهلية، تقرر في الاجتماع تخصيص 65 فدان من جامعة حلوان الحكومية لإنشاء جامعة حلوان الأهلية، بتمويل 100 مليون جنيه من التمويل الذاتي لجامعة حلوان الحكومية.
في 20 فبراير 2021، تم وضع حجر الأساس لجامعة حلوان الأهلية، وخلال هذا إعلان دكتور ماجد نجم بتخصيص 54 فدان من جامعة حلوان الحكومية الغير مستغلة لإنشاء جامعة حلوان الأهلية، فيما يعد تراجع عن قرار الاجتماع التنفيذي في 11 فبراير 2021  بتخصيص 65 فدان من جامعة حلوان الحكومية الغير مستغلة، وينقسم مراحل التنفيذ إلى مرحلتين تتضمن المرحلة الأولى عدد 8 مبان على 24 فدان: مبنى إدارة الجامعة ومبنى المعامل المركزية، وعدد 6 مبان أكاديمية، وتتضمن المرحلة الثانية والتي تقام على 30 فدان 7 مبان أكاديمية، ومبنى الورش، ووحدات إنتاجية، وتتضمن المرحلة الثانية أيضا إعادة توظيف لعمارات إسكان الطلاب في الوحدات الخاصة وسكن الطلاب للجامعة الأهلية.
في 06 يونيو 2021، أكد رئيس جامعة حلوان إن الجامعة الأهلية غير هادفة للربح ونعمل على  فرصة للطلاب وبرامج تلبى وتحاكى سوق العمل، وأنه من المقرر أن يتم التشغيل بداية العام الدراسى المقبل، لافتا إلى أن الجامعة ستكون من 24 برنامجا، البداية بـ 12 برنامجا على أن يتم لاحقا إضافة البرامج.
في 5 يونيو 2022، وزير التعليم يعلن تقرير حول تطور معدلات تنفيذ جامعة حلوان الاهلية، حيث وصلت معدلات التنفيذ بالجامعة الي نسبة 65.5% مع تكلفة قدرها 2 مليار و800 جنية مصري وتبلغ مساحة الجامعة 16.8 فدانًا بدلا من 24 فدان من مساحة جامعة حلوان الحكومية بمدينة حلوان.

## الموقع
جامعة حلوان الأهلية توجد على مساحة 54 فدانًا داخل جامعة حلوان، وتضم الجامعة مبنى لإدارة الجامعة ومبنى لريادة الأعمال والابتكار ومبنى المكتبة والشئون الإدارية، والمبنى الأكاديمي، ومبنى المعامل، ومبنى سكن الطالبات، ومبنى سكن الطلاب والمنطقة الترفيهية والرياضية، والساحة الأكاديمية بالإضافة إلى مباني الكليات.

## الكليات
تضم 48 برنامجا متنوعا يشمل برامج:
- الصيدلة.
- الطب.
- الرعاية الصحية.
- طب الأسنان.
- الفنون والإبداع.
- الحاسبات والتقنيات الرقمية.

## منشآت الجامعة
يتم تنفيذ حاليا المنشآت التالية
- المبانى الإدارية
- المبانى الأكاديمية الخاصة بالقطاعات الطبية والهندسية والعلوم الإنسانية
- مبانى المعامل والورش
- سكن للطلاب والطالبات
- الساحات الأكاديمية والإدارية
- المناطق الترفيهية والرياضية

## وصلات خارجية
- الموقع الرسمي للجامعة